# Všeobecné volby v Belgii 1946
Belgické všeobecné volby z roku 1946 se konaly 17. února 1946. Jednalo se o první volby po 2. světové válce.

## Výsledky
| Politická strana | Politická strana                                | Počet hlasů | Hlasy v % | Počet mandátů |
| ---------------- | ----------------------------------------------- | ----------- | --------- | ------------- |
|                  | CVP-PSC                                         | 1 006 293   | 42,54 %   | 92            |
|                  | Parti socialiste – Socialistická strana – jinak | 746 738     | 31,57 %   | 69            |
|                  | Komunistická strana Belgie                      | 300 099     | 12,69 %   | 23            |
|                  | PVV – PRL                                       | 211 143     | 8,93 %    | 17            |
|                  | Union démocratique belge                        | 51 095      | 2,16 %    | 1             |
|                  | ostatní                                         | 50 270      | 2,12 %    | 0             |